# 特羅亞主教座堂

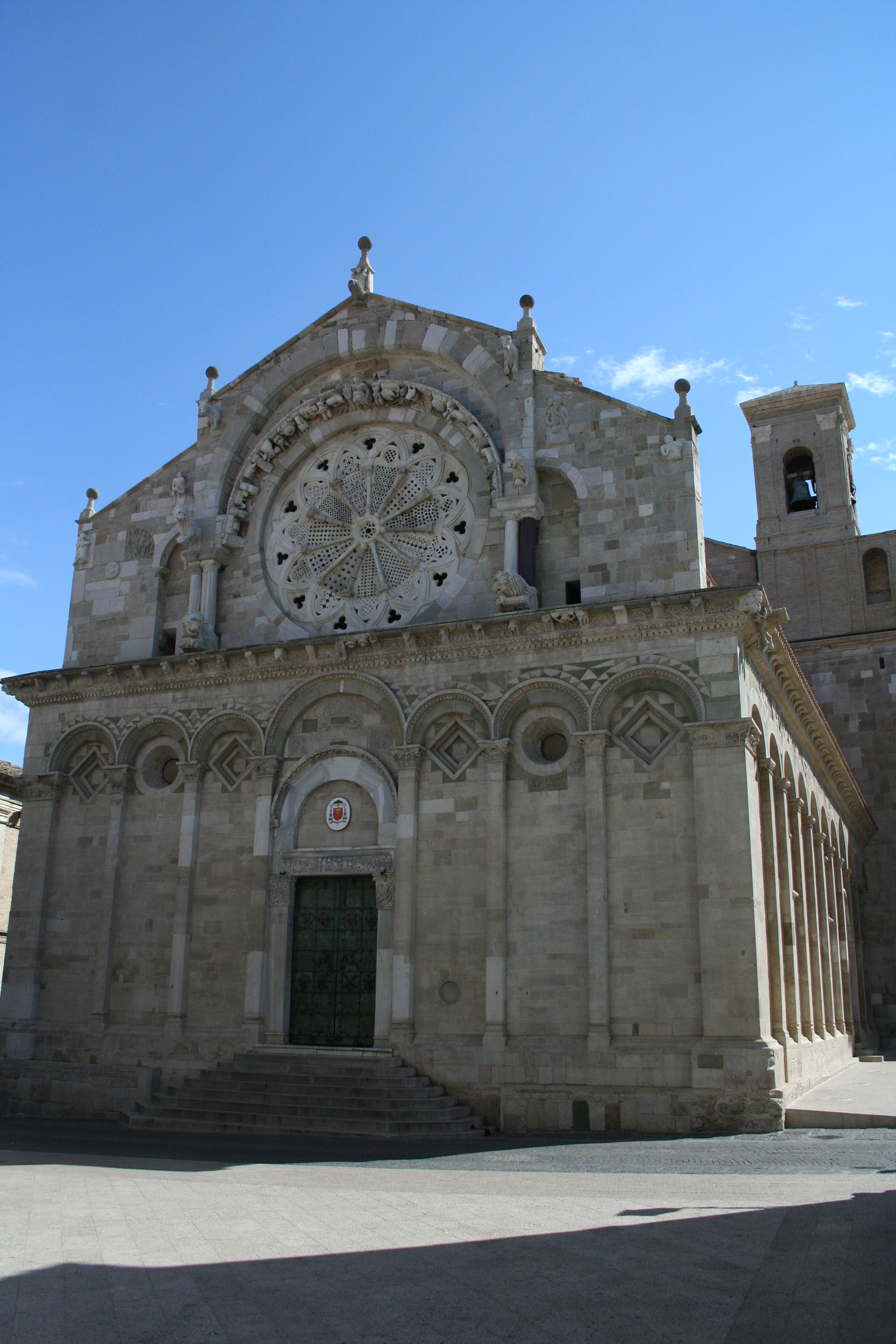
特羅亞主教座堂

特羅亞主教座堂（義大利語：Concattedrale di Troia）是義大利普利亞大區城市特羅亞的一座羅馬天主教的主教座堂，奉獻給聖母升天。這座教堂始建於12世紀，被認為是普利亞羅馬式建築的代表作。在現在的教堂興建之前，這裡曾有一座拜占庭式教堂。